# Донкер
Донкер (фр. Domqueur) насеље је и општина у североисточној Француској у региону Пикардија, у департману Сома која припада префектури Абевил.
По подацима из 2011. године у општини је живело 297 становника, а густина насељености је износила 35,48 становника/km². Општина се простире на површини од 8,37 km². Налази се на средњој надморској висини од 90 метара (максималној 118 m, а минималној 63 m).

## Демографија
| 1962. | 1968. | 1975. | 1982. | 1990. | 1999. | 2011. |
| ----- | ----- | ----- | ----- | ----- | ----- | ----- |
| 323   | 326   | 276   | 261   | 243   | 262   | 297   |

График промене броја становника у току последњих година